# Kronoberg (hạt)
Hạt Kronoberg (Kronobergs län) là một hạt hay län ở phía nam Thụy Điển. Hạt này giáp các hạt: Skåne, Halland, Jönköping, Kalmar và Blekinge. Thủ phủ là thành phố Växjö.
Về mặt địa lý, hạt Kronoberg nằm ở trung tâm tỉnh Småland. Hạt có ranh giới như ngày nay vào năm 1687 khi hạt Jönköping được tách ra.

## Các đô thị
- Alvesta
- Lessebo
- Ljungby
- Markaryd
- Tingsryd
- Uppvidinge
- Växjö
- Älmhult